# Arbetsskadeförsäkring i Sverige
Arbetsskadeförsäkring kallas den socialförsäkring som ersätter personer som insjuknat eller råkat ut för olyckor i samband med sitt arbete. I Sverige administreras denna socialförsäkring av Försäkringskassan.
De som jobbar på arbetsplatser med kollektivavtal har en kompletterande arbetsskadeförsäkring. Det försäkringsbolag som administrerar denna försäkring är AFA Försäkring.
För att få ersättning från den kollektivavtalade försäkringen krävs att man själv anmäler skadan till AFA Försäkring och en ny prövning sker. Det går att få ersättning för arbetsskadan från AFA Försäkring oavsett om Försäkringskassan godkänt skadan eller inte.
Det går därigenom att få dubbel arbetsskadeförsäkring för de som omfattas av kollektivavtal.
Observera att lagen (1976:380) om arbetsskadeförsäkring har upphört att gälla i och med att socialförsäkringsbalken trädde i kraft.
Lagens bestämmelser ska dock tillämpas på skador som inträffat före 1 januari 2011.